# Вот F2U
Војт F2U (енгл. Vought F2U) је амерички ловачки авион који је производила фирма Војт (енгл. Vought). Први лет авиона је извршен 1929. године. 

Највећа брзина у хоризонталном лету је износила 235 km/h. Размах крила је био 10,97 метара а дужина 8,22 метара. Маса празног авиона је износила 1152 килограма а нормална полетна маса 1772 килограма.

## Наоружање
| Наоружање авиона: Војт         |      |
| Ватрено (стрељачко) наоружање  |      |
| Топ                            |      |
| Митраљез                       |      |
| Број и ознака митраљеза        | 4    |
| Калибар                        | 7,62 |
| Бомбардерско наоружање (бомбе) |      |
| Ракетно наоружање (ракете)     |      |